# Jarrell (Teksas)
Jarrell je grad u američkoj saveznoj državi Teksas. Prema popisu stanovništva iz 2010. u njemu je živjelo 984 stanovnika.